# Bahamas
Le Bahamas o Bahama, ufficialmente Commonwealth delle Bahamas, sono uno stato insulare dell'America centrale costituito da un arcipelago corallino di 700 isole e isolette alcune delle quali disabitate, situate nell'Oceano Atlantico, a est della Florida, a nord di Cuba e del resto dei Caraibi, e a ovest della dipendenza britannica delle Isole Turks e Caicos. Le Bahamas sono un'ex colonia della Gran Bretagna e fanno parte del Commonwealth delle nazioni; la lingua ufficiale è l'inglese.
New Providence e Paradise Island sono le isole più famose del paese e ospitano molti alberghi di grandi dimensioni. Le immersioni subacquee e lo snorkeling si svolgono presso la barriera corallina di Andros, la grotta Thunderball e i giardini di corallo nero di Bimini.

## Storia
Scoperte durante il primo viaggio di Cristoforo Colombo divenendo parte della corona spagnola, furono poi conquistate dagli inglesi nel XVII secolo per divenire indipendenti nel 1973. 

### Era precolombiana
Prima dell'arrivo di Cristoforo Colombo, queste isole si chiamavano Lucayas, derivante da lucayos, nome delle pacifiche popolazioni indigene che l'abitavano. In particolare San Salvador, l'isola su cui sbarcò l'esploratore genovese il 12 ottobre 1492, era indicata come Guanahaní. Leggendo le relazioni scritte da Colombo sulla scoperta, uno degli elementi che più attirò la sua attenzione durante il primo viaggio fu la scarsa profondità delle acque. Per questa ragione battezzò le Lucayas come Islas de la Bajamar (isole del mare basso in spagnolo).

### Colonizzazione inglese
I due nomi furono mantenuti per circa un secolo e mezzo: quando però caddero in mano britannica, questi ne adattarono il nome alla loro lingua chiamandole Bahamas Islands, nome con cui sono poi diventate note. Nel corso del Seicento e del Settecento le Bahamas sono state uno dei covi della pirateria assumendo il ruolo di covo principale dal 1716 al 1718 quando vennero lasciate senza difesa e senza governo dalla Corona. Nel 1717 un mercante stimava che vi fossero ben 800 pirati, autodefinitisi flying gang, con base a New Providence. Nel 1718 re Giorgio I d'Inghilterra inviò però una spedizione navale guidata dal capitano Woodes Rogers che spinse i pirati ad allontanarsi in direzione della Carolina, di altre isole caraibiche minori o addirittura dell'Africa.

### Indipendenza
Il PLP, Partito Liberale Progressista, fondato e diretto da O. Pindling, gestì il processo di separazione dall'Impero Britannico. Il 10 luglio 1973 le Bahamas divennero indipendenti, associandosi subito al Commonwealth. Il PLP guidò il Paese per quasi venti anni, fino al 1992. Pindling restò presidente per vari anni, ma nel 1988 incominciarono a emergere dubbi sul suo operato: in quell'anno gli USA incolparono le Bahamas di riciclare denaro proveniente dal narcotraffico; il Governo tentò di difendersi dalle accuse, ma senza molto successo. Il premier cercò di far ricadere la colpa sul sistema bancario e chiese sostegno agli USA, ma nel frattempo aveva perso gran parte della sua credibilità. Come conseguenza di queste vicende Pindling si dimise nel 1990.
Come previsto, nel 1992 il PLP perse le elezioni presidenziali contro il Movimento di Libertà Nazionale, FNMP, guidato da Hubert Ingraham. Il nuovo partito al governo riuscì ad ampliare il turismo, e ci riuscì combattendo la criminalità, che costituiva un disincentivo all'arrivo di visitatori e quindi un danno al turismo stesso, struttura portante per la ricchezza del Paese. Il narcotraffico, piaga di vecchia data, fu in parte arginato e furono fatti diversi sforzi per limitare le azioni criminose attuate dai numerosissimi immigrati, giunti specialmente dalla vicina Haiti. Grazie a questo impegno, il Movimento di Libertà Nazionale fu confermato nel 1997. Il secondo mandato fu assai meno soddisfacente del primo, e il consenso del partito presso il popolo scese molto.
A scontentare la popolazione dell'arcipelago furono gli scarsissimi sussidi concessi alle piccole isole, più bisognose di aiuti, e l'inutilità degli interventi volti a ridurre il tasso di povertà. Nel gennaio del 2002, anno delle elezioni, si tenne un referendum su alcune riforme costituzionali, interpretato da molti come un test per il governo: la maggioranza perse. Alle elezioni tenutesi pochi mesi dopo il PLP travolse con un risultato schiacciante gli avversari, tornando al governo. Divenne governatore generale Ivy Dumont e premier Perry Christie, sempre per il PLP. Il 2 maggio 2007 i bahamensi sono tornati alle urne ed è uscito vincitore Hubert Ingraham, ancora alla guida del Movimento di Libertà Nazionale. È diventato governatore generale Arthur D. Hanna.

## Geografia

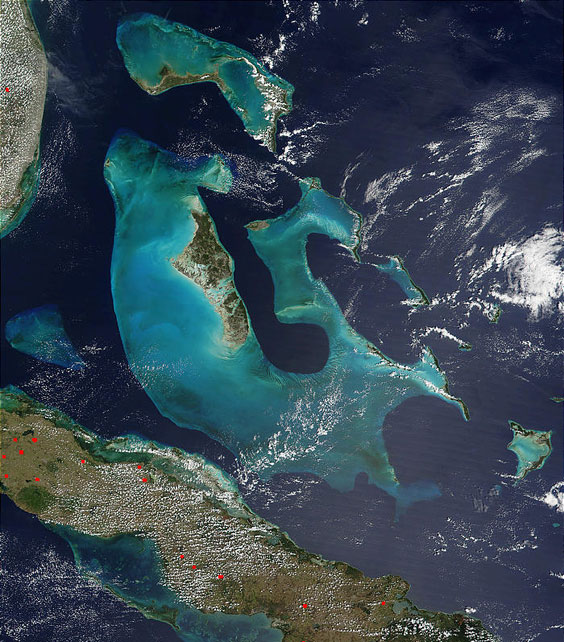
Fotografia satellitare delle isole Bahamas. Si tratta in realtà di un complesso di piattaforme carbonatiche visibili come altifondi marini a profondità notevolmente più bassa rispetto alle aree oceaniche circostanti (più chiare nell'immagine fotografica), di cui le isole vere e proprie costituiscono solo la parte emersa.

È un arcipelago composto da 690 isole coralline, di cui trenta abitate. La più grande isola delle Bahamas è l'isola di Andros posta nel nord-ovest dell'arcipelago, all'imboccatura degli Stretti della Florida. Nel nord è posta Grand Bahama, la più settentrionale fra le grandi isole. Immediatamente a est ci sono le Isole Abaco. Spingendosi verso sud-est, fra le isole più significative ci sono Eleuthera, l'isola di Cat, Long Island, San Salvador, Exuma, Crooked Island, Acklins, Mayaguana e a sud Great Inagua. La capitale Nassau si trova sull'isola di New Providence, posta fra le isole di Eleuthera e Andros.

### Morfologia e ambiente naturale
L'arcipelago è formato dalle parti affioranti di un insieme di piattaforme carbonatiche. Sono altofondi marini con profondità fino a qualche decina di metri separati tra loro da fosse molto profonde, di ambiente oceanico. La piattaforma più estesa è il Great Bahama Bank, che supporta l'isola di Andros, la più grande dell'arcipelago. I sedimenti sono costituiti da carbonato di calcio in forma di fanghi micritici, prodotti dalla proliferazione di alghe calcaree, mentre nelle aree con acque più agitate si producono sabbie oolitiche, (prodotte dalla precipitazione abiotica di carbonato) e sabbie bioclastiche (prodotte dall'usura meccanica di conchiglie e altre parti dure di invertebrati).
Come si vede dall'immagine a fianco, le isole emerse si trovano principalmente nella parte nord-orientale dei banchi, dove la presenza di nutrienti portati dalle correnti oceaniche permette lo sviluppo di scogliere organogene a coralli. Al margine occidentale delle piattaforme si sviluppano in genere barre di sabbia calcarea (sabbie oolitiche e sabbie bioclastiche), che danno luogo a secche e spiagge sommerse. Nelle parti più interne dei banchi si sviluppano piane di marea fangose, con stromatoliti algali e mangrovie.

### Idrografia
Le isole Bahamas presentano corsi d'acqua di dimensioni estremamente ridotte.

### Clima
Le Bahamas sono isole poste a ridosso del Tropico del Cancro (comprese le acque territoriali che mediamente sono poco a nord della linea immaginaria tropicale boreale). Durante l'anno non ci sono grandi sbalzi, "le termiche" variano tra gli estremi di 18-20 °C di massima nei periodi invernali (che quindi non sono comuni e accompagnati da minime in rari casi di 10 °C o, eccezionalmente, poco meno) ai più frequenti 35-37 °C nei periodi estivi con notevole umidità nell'aria. La temperatura delle acque invece è sempre attorno ai 26 °C anche grazie all'effetto della Corrente del Golfo. Le precipitazioni sono occasionalmente abbondanti e raggiungono una media annua che supera di poco i 1500 mm. Le Bahamas hanno un clima tropicale marittimo che significa che il paese è dotato di due tipi di tempo tutto l'anno, che sono le stagioni umida e secca. Ufficialmente, ci sono due stagioni alle Bahamas - estate e inverno.

## Popolazione
Scomparsi da secoli gli originari abitanti, gli Arawak, la popolazione dell'arcipelago è formata in prevalenza da neri e mulatti (85% del totale), mentre il resto è di origine europea. Al censimento del 2000 essa aveva raggiunto i 303.000 circa abitanti, saliti a 315.000 secondo l'ultima stima effettuata. Il ritmo di incremento annuo, che negli anni precedenti si era mantenuto elevato, ultimamente è divenuto inferiore al 1%. D'altra parte il flusso immigratorio, un tempo consistente, è numericamente irrilevante, mentre, a partire dal 1994, il governo ha provveduto al rimpatrio forzato degli immigrati haitiani e cubani illegali, creando peraltro con questo provvedimento non poche tensioni nei rapporti con i paesi di origine.
Negli anni più recenti la diffusione dell'AIDS ha cancellato i progressi compiuti in fatto di riduzione della mortalità infantile. La distribuzione territoriale degli abitanti è assai diseguale e la popolazione urbana rappresenta addirittura l'88,8% di quella complessiva; soltanto le isole principali sono popolate e più della metà della popolazione totale risiede nell'isola di New Providence; altre zone importanti sono Freeport, Grand Bahama e Kemps Bay e Nicholl's Town su Andros.
La difesa militare dello Stato è assicurata alla Royal Bahamas Defence Force, importante per il controllo costiero; le funzioni di polizia fanno invece capo alla Royal Bahamas Police Force. Il sistema giudiziario si articola in corti di prima istanza, nella corte d'appello e nella corte suprema (composta da nove giudici). È in vigore la pena di morte. L'istruzione ha delle strutture scolastiche molto sviluppate; è obbligatoria dai 5 ai 16 anni e gratuita nelle scuole statali; l'alfabetizzazione è pressoché totale (il tasso di analfabetismo è del 4,4%). La scuola elementare comincia a 5 anni e dura sei anni, divisi in due cicli triennali. Anche l'istruzione superiore ha goduto di un notevole sviluppo, in particolare negli anni novanta; l'università ha sedi a Nassau, dove sono presenti corsi di laurea in scienze alberghiere, e del turismo (corso attivato nel 1998).

### Demografia

Andamento della popolazione delle Bahamas dal 1960 al 2015

La popolazione delle Bahamas risulta essere molto variegata. Ma la maggior parte si trova nei pressi delle coste.

### Religione
La religione è in prevalenza (90% circa) cristiana con la maggioranza nelle varie confessioni protestanti.

### Lingue
La lingua ufficiale è l'inglese. È parlato anche il creolo bahamense.

## Ordinamento dello stato

### Suddivisioni storiche e amministrative
I distretti delle Bahamas sono il sistema di governo a livello locale; New Providence (che detiene il 70% della popolazione nazionale) invece è gestita direttamente dal governo centrale. In totale, ci sono 32 distretti, con elezioni che si svolgono ogni cinque anni.
I distretti (esclusa New Providence) sono:
1. Acklins
2. Berry Islands
3. Bimini
4. Black Point, Exuma
5. Cat Island
6. Central Abaco
7. Central Andros
8. Central Eleuthera
9. City of Freeport, Grand Bahama
10. Crooked Island
11. East Grand Bahama
12. Exuma
13. Grand Cay, Abaco
14. Harbour Island, Eleuthera
15. Hope Town, Abaco
16. Inagua
17. Long Island
18. Mangrove Cay, Andros
19. Mayaguana
20. Moore's Island, Abaco
21. North Abaco
22. North Andros
23. North Eleuthera
24. Ragged Island
25. Rum Cay
26. San Salvador
27. South Abaco
28. South Andros
29. South Eleuthera
30. Spanish Wells, Eleuthera
31. West Grand Bahama

### Città principali
- Nassau, 248.984 ab.
- Freeport, 47.085
- West End, 13.004
- Coopers Town, 9.069

### Istituzioni
La forma istituzionale delle Bahamas è la monarchia costituzionale; il Paese fa parte del Commonwealth e riconosce come Capo di Stato il monarca d'Inghilterra. Il Re delle Bahamas attualmente è Carlo III.
La carica di primo ministro dura per cinque anni. Altra figura fondamentale è quella del Governatore Generale, rappresentante del monarca. Il Parlamento presenta la Camera dell'Assemblea, con 40 membri eletti ogni cinque anni, e il Senato, con 16 membri in totale. La Costituzione delle Bahamas risale al 1973.

#### Ordinamento scolastico e università
L'Università delle Bahamas è stata fondata nel 1974 come College of the Bahamas .

#### Sistema sanitario
Il sistema sanitario bahamense offre sia discrete strutture ospedaliere pubbliche che cliniche private. Il problema principale è rappresentato dalla difficoltà di collegamento delle isole più lontane dell'arcipelago dalle principali città e dalla capitale.

#### Forze armate
La Royal Bahamas Defence Force (in italiano Reale forza di difesa delle Bahamas) è l'attuale marina militare delle Bahamas, nonché unica forza armata di questa nazione, che non dispone né di un esercito né di una aeronautica militare.

## Politica

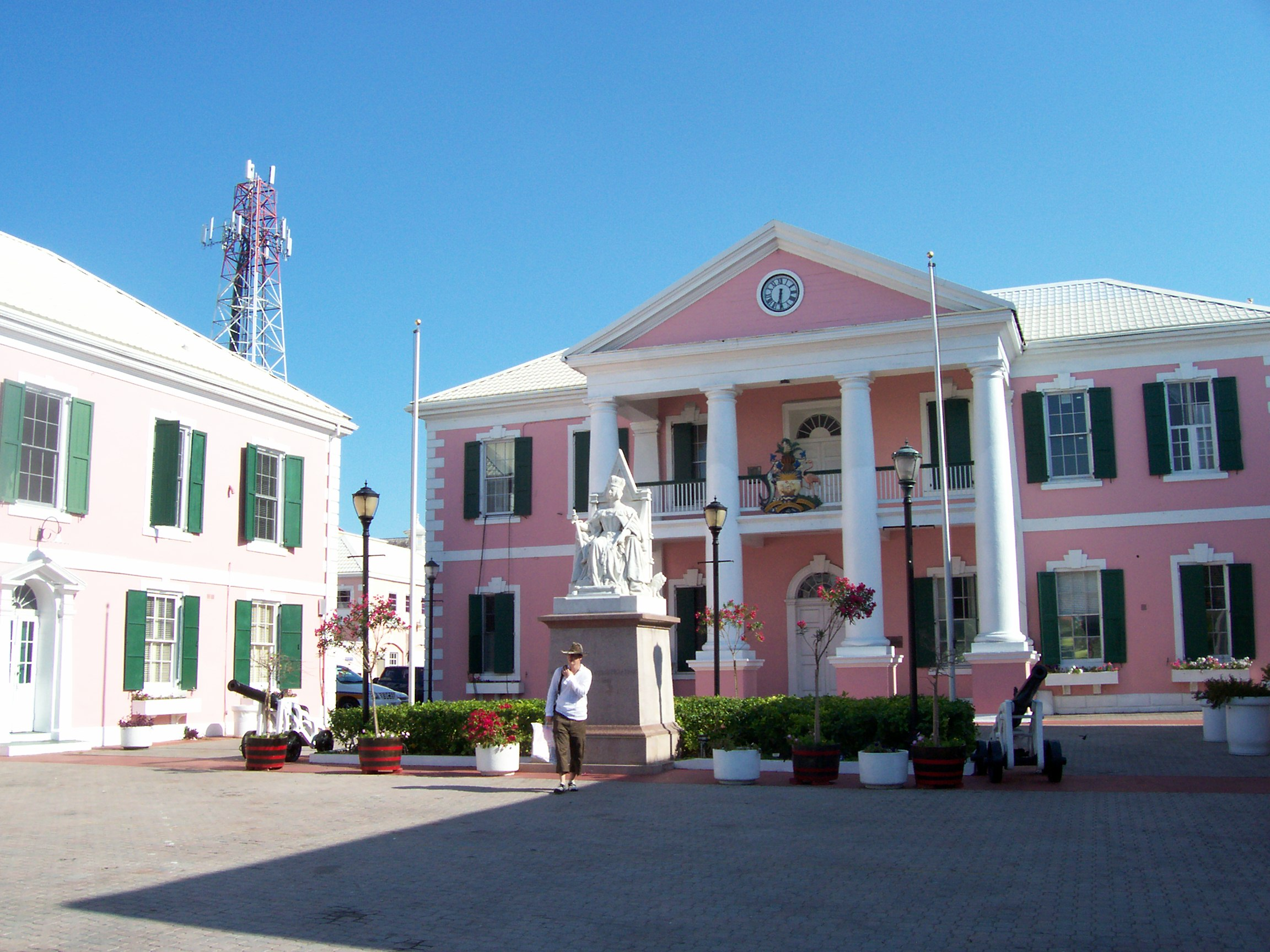
La sede del Parlamento delle Bahamas a Nassau

### Politica interna
Il sistema politico bahamense è multipartitico nella teoria ma bipartitico di fatto: le due formazioni principali sono il Partito Liberale Progressista (PLP) e il Movimento di Libertà Nazionale (FNMP), di ispirazione conservatrice. Un altro partito è il Movimento Democratico delle Bahamas, BDM, ma non di rado si presentano alle elezioni anche alcuni candidati indipendenti, considerati degli outsider.
Il PLP fu fondato da O. Pindling prima della separazione dall'Impero Britannico, e condusse l'arcipelago all'indipendenza. È rimasto alla guida del governo dal 1973 al 1992, quando vinse l'FNMP. Questo partito è stato messo in piedi da Hubert Ingraham, che dal 1992 è stato primo ministro per dieci anni. Nel 2002 il PLP è tornato alla guida con una vittoria schiacciante sugli avversari, dopo che Ingraham aveva perso il referendum sulle riforme costituzionali nel gennaio dello stesso anno.

### Politica estera
Le Bahamas hanno raggiunto buoni rapporti economici con Stati Uniti, Canada e Unione Europea, rispettivamente tramite la stipula del Patto di partnership commerciale, del Trattamento delle tariffe per i paesi caraibici del Commonwealth e dell’Accordo di Cotonou. Il paese tuttavia non fa parte dell’Organizzazione mondiale del commercio (Wto) e, a livello regionale, nonostante sia membro della Comunità Caraibica che comprende 13 paesi del Commonwealth caraibico, non partecipa alle attività commerciali comuni.
Nei confronti di Haiti, e in misura minore nei confronti di Cuba, le Bahamas riscontrano un grave problema d’immigrazione clandestina, tanto che il suo controllo risulta una stringente priorità dell’agenda governativa.
Secondo il rapporto 2010 stilato da Freedom House, l’isola ospiterebbe tra i trenta e quarantamila clandestini haitiani, ovvero tra il 9 e l’11% della popolazione totale delle Bahamas. L’alta percentuale giustifica le preoccupazioni del governo, che ha recentemente chiesto il sostegno degli Stati Uniti per risolvere il problema degli sbarchi illegali. La rigida legislazione in materia lavorativa e il selettivo sistema legale per la concessione del diritto di cittadinanza nell’isola non permettono alla comunità haitiana clandestina, d’altra parte, di ottenere i diritti di cui godono gli abitanti delle Bahamas, rendendo ancor più difficile la convivenza sull’isola.
Altra annosa criticità del paese è data dal traffico internazionale di stupefacenti. Si stima che nel corridoio tra Giamaica, Cuba e Bahamas ogni anno transitino 20 tonnellate di cocaina. Rispetto agli anni Ottanta, tuttavia, la quantità di marijuana e cocaina smerciata nella regione è nettamente diminuita, grazie anche agli accordi internazionali per il controllo strategico del narcotraffico stipulati tra la Forza di difesa delle Bahamas reali e la Guardia costiera statunitense, e tra i servizi di sicurezza locale e le autorità britanniche delle isole Turks e Caicos.

## Economia
L'apparato economico è avanzato, lo dimostra il PIL, che è il più alto della regione, con notevole distacco dagli altri Paesi. Questa situazione di discreto benessere viene da un tangibile miglioramento economico avuto a partire dagli ultimi anni, ma è anche frutto di un'esigua popolazione e di una bassa densità. L'Indice di sviluppo umano è di 0,825, il terzo più alto dell'America Centrale, dietro la Costa Rica e Cuba. Le risorse principali sono il turismo e l'agricoltura: quest'ultima è favorita da un buon clima temperato e dall'attrattiva dei paesaggi costieri delle isole. Essa è specializzata nella produzione di prodotti tropicali per l'esportazione. Tuttavia negli ultimi tempi stanno acquistando maggiore peso nuovi settori come quello finanziario: oltre che per la loro natura, le isole Bahamas oggi sono note anche come paradiso fiscale sede di numerose società offshore.
Il sistema fiscale italiano, col Decreto Ministeriale 04/05/1999, l'ha inserita tra gli Stati o Territori aventi un regime fiscale privilegiato, nella cosiddetta Lista nera, ponendo quindi limitazioni fiscali ai rapporti economico commerciali che si intrattengono tra le aziende italiane e i soggetti ubicati in tale territorio. Anche la pesca, quella dei crostacei, è praticata con fini di esportazione. Il settore turistico è in continuo aumento e attualmente occupa i 3/4 della popolazione attiva, fornendo quasi tutta la ricchezza lorda: questi sforzi garantiscono ogni anno almeno due milioni di visitatori stranieri, confermando il turismo come la fondamentale fonte economica per il territorio.
L'industria, prodotto dei progressi recenti, è nata solo negli ultimi anni ed è in via di sviluppo: per ora si occupa della raffinazione del petrolio e dei prodotti farmaceutici, insieme a poche altre produzioni. La centrale termoelettrica situata nella Grande Bahama fornisce quasi tutto il territorio. Notevolmente sviluppato è anche il commercio, quello portuale si concentra a Nassau. Il commercio interno è buono, quello esterno è intrattenuto specialmente con gli Stati Uniti, verso i quali vanno quasi tutte le esportazioni e dai quali viene la quasi totalità delle importazioni. Ma questa situazione favorevole è andata creandosi solo alcuni anni fa. Sebbene la prosperità economica sia sempre stata una caratteristica dell'Arcipelago, per molto tempo esso ha dovuto convivere con delle significative problematiche, alcune delle quali permangono ancora oggi.
Gli Stati Uniti accusarono pubblicamente le Bahamas di riciclare denaro proveniente dal narcotraffico. Questo gettò nell'instabilità politica ed economica tutto il Paese, scongiurata con i passi avanti fatti in seguito. Altro problema è rappresentato dalla criminalità, legata non solo al traffico illegale di stupefacenti ma anche alla massiccia immigrazione clandestina, proveniente soprattutto da Haiti. In più alcune isole minori vivono in situazione economica nettamente inferiore a quella dei centri più grandi, e ad oggi il problema non è stato ancora risolto. È proprio nelle isole più piccole che si concentra il tasso di povertà, che non sembra essere diminuito.

### Esportazioni
Molte esportazioni soprattutto in Europa.

### Turismo
A Nassau, la capitale situata nell’isola di New Providence, in George Street si trova il The Pirates Museum, che raccoglie una ricca documentazione sulle imprese dei pirati Morgan e Francis Drake. Un altro edificio di interessante fattura è il Government House, esempio di architettura coloniale del 1801, con cannoni, palme e una imponente statua di Cristoforo Colombo.
Da Paradise Island, una piccola isoletta davanti a Nassau, partono i battelli alla volta di Blue Lagoon Island, dove si possono avvicinare i delfini.
L’isola di Grand Bahama è famosa per i bassi fondali che hanno dato il nome all’arcipelago (Grand Bajamar): con la bassa marea svelano una distesa di sabbia molto estesa che pullula, nelle pozze, di piccole forme di vita marina. L’isola di Bimini, invece, è la capitale mondiale della pesca d’altura e nel suo mare si trovano molte specie ittiche, dai marlin blu, bianchi e neri ai tonni, dai kingfish agli squali. 
Nell’arcipelago delle Abaco, è ubicato il New Plymouth, un piccolo villaggio ottocentesco dell’isola di Green Turtle Cay (5 km di collinette verdi e spiagge bianchissime); e nell’isola di Andros, il villaggio di Red Bay, fondato a metà Ottocento da ex schiavi neri e da un gruppo di Seminole, indigeni della Florida.

## Cultura

### Musica
In ambito musicale un tipico genere nato nelle Bahamas è il Rake and Scrape; tra i gruppi musicali possiamo ricordare in particolare i Baha Men che hanno ottenuto vari riconoscimenti, tra cui il Grammy Awards 2000: per il "miglior disco dance" con Who Let the Dogs Out?, e ancora da ricordare i T-Connection.

### Missioni spaziali
- 14 aprile 2025: Aisha Bowe è la prima bahamense a viaggiare nello spazio [8]

## Sport

### Atletica
Per quanto concerne l'atletica ricordiamo l'affermazione del velocista Steven Gardiner, campione mondiale nei 400 m piani, a Doha 2019 e a Tokyo 2020.

### Giochi olimpici
Il primo oro olimpico per le Bahamas è stato vinto nella vela da Durward Knowles e Cecil Cooke, ai Giochi olimpici di Tokyo 1964. La prima medaglia olimpica per le Bahamas fu la medaglia di bronzo vinta nella vela da Durward Knowles e Sloan Farrington ai Giochi olimpici di Melbourne 1956.

## Ricorrenza nazionale
- 10 luglio: Independence Day, si celebra l'indipendenza dal Regno Unito, nel 1973.